# Jaime Spengler
Jaime Spengler, OFM (Gaspar, 6 de septiembre de 1960) es un obispo católico y arzobispo metropolitano de Porto Alegre y presidente para el cuatrienio 2023-2027 de la Conferencia Nacional de Obispos de Brasil (CNBB) y presidente del Consejo Episcopal Latinoamericano y Caribeño (Celam) para el cuatrienio 2023-2027.

## Biografía
Nació en la ciudad de Gaspar, estado de Santa Catarina el 6 de septiembre de 1960, es primer hijo de cuatro hijos de Genésio Bernardo y Léa María Spengler. A los 14 años, comenzó a trabajar en Linhas Círculo, donde trabajó durante cinco años. Ingresó en la Orden de los Frailes Menores el 20 de enero de 1982, cuando fue admitido al Noviciado en la ciudad de Rodeio.
Hizo su Profesión Solemne el 8 de septiembre de 1985; en 1986 y 1987 estudió filosofía en el Instituto Filosófico São Boaventura de Campo Largo, luego estudió teología primero en el Instituto Teológico Franciscano de Petrópolis, en Río de Janeiro y luego concluyó en el Instituto Teológico de Jerusalén en Palestina donde, en 1990, obtuvo la especialización en Sagradas Escrituras. Recibió la ordenación diaconal el 29 de junio de 1989 en la ciudad de Nazaret, Palestina. De regreso a Brasil, fue ordenado sacerdote el 17 de diciembre de 1990.
De 1991 a 1995 fue maestro de postulantes y profesor en el Seminario Frei Galvão, en la ciudad de Guaratinguetá, en São Paulo. En Roma, hizo su doctorado en Filosofía en la Pontificia Universidad Antonianum, de 1995 a 1998. De 2000 a 2003 fue vicerrector y profesor del Instituto Filosófico São Boaventura, en la ciudad de Campo Largo, Paraná; fue asistente eclesiástico en la Federación Brasileña de Hermanas Concepcionistas, en 2001 y 2002; superior local y vicario de la Parroquia Bom Jesus, en la Arquidiócesis de Curitiba, de 2004 a 2006.
En el 2010, asumió como guardián de la Fraternidade de Bom Jesus dos Perdões, en Curitiba, además de ser vicepresidente de la Asociación Franciscana de Enseñanza Bom Jesus de Campo Largo y actuar como profesor en el Curso de Filosofía.
El 10 de noviembre del 2010 fue nombrado por el Papa Benedicto XVI obispo titular de Patara y auxiliar de la Arquidiócesis de Porto Alegre, fue ordenado obispo el 5 de febrero de 2011 en la Parroquia de São Pedro Apostólico, en la ciudad de Gaspar en el estado de Santa Catarina por Lorenzo Baldisseri, Nuncio Apostólico en Brasil.
El 13 de marzo de 2011 asumió como Vicario Episcopal del Vicariato de Gravataí en la Iglesia Matriz de Nossa Senhora dos Anjos.
Durante la 49.ª Asamblea Anual del Episcopado Brasileño en Aparecida do Norte en mayo de 2001, fue elegido entre los obispos de Rio Grande do Sul para ser Obispo de Referencia de la Pastoral de Educación y Cultura en la CNBB Regional Sur-3.
El 25 de junio del 2011 se anunció su nombre como miembro de la Comisión Pastoral Episcopal de Ministerios Ordenados y Vida Consagrada de la CNBB.
El 15 de agosto de 2012 Dadeus Grings lo nombró Procurador y Ecónomo de la Arquidiócesis de Porto Alegre.
Durante la Jornada Mundial de la Juventud en Río de Janeiro, fue uno de los obispos brasileños elegidos para enseñar catequesis a los jóvenes.
El 18 de septiembre del 2013, el Papa Francisco lo elevó al rango de arzobispo, a metropolitano de la Arquidiócesis de Porto Alegre.
El 15 de noviembre del 2013 asumió como 7° Arzobispo de la Arquidiócesis de Porto Alegre en la Catedral Metropolitana.
El 29 de marzo del 2014, el Papa Francisco lo nombró miembro de la Congregación para los Institutos de Vida Consagrada y las Sociedades de Vida Apostólica.
El 29 de junio del 2014 recibió el Palio de manos del Papa Francisco, que lo identifica como metropolitano.
El 21 de abril del 2015 fue elegido presidente de la Comisión Pastoral Episcopal de Ministerios Ordenados y Vida Consagrada de la CNBB.
El 23 de abril del 2015 fue elegido Presidente de la CNBB Regional Sur 3, para el período 2015-2019.
Es primo segundo de Evaristo Pascoal Spengler, obispo de Roraima.
El 6 de mayo, durante la 57° Asamblea General de la CNBB, fue elegido primer vicepresidente de la entidad para el cuatrienio 2019-2023.
El 3 de mayo de 2022 fue nombrado miembro de la Congregación para el Culto Divino y la Disciplina de los Sacramentos ad quinquennium.

## Elección como presidente del CNBB
El 24 de abril de 2023, durante la 60 Asamblea General de la CNBB, fue elegido presidente de la entidad para el cuatrienio 2023-2027.

### Cardenalato
El 6 de octubre de 2024, durante el Ángelus del papa Francisco, se hizo público que sería creado cardenal. Fue creado cardenal por el papa Francisco durante el consistorio del 7 de diciembre del mismo año, con el titulus de cardenal presbítero de San Gregorio Magno en Magliana Nuova.